# Lycianthes stenoloba
Lycianthes stenoloba là loài thực vật có hoa trong họ Cà. Loài này được (Van Heurck & Müll. Arg.) Bitter mô tả khoa học đầu tiên năm 1920.